# Fremdbesitzerexzess
Von einem Fremdbesitzerexzess wird gesprochen, wenn ein Fremdbesitzer sein (vermeintliches) Besitzrecht überschreitet. Dieser Exzess löst verschiedene Haftungsfolgen aus. Das Problem wird vor allem im Zusammenhang mit den Vorschriften des Eigentümer-Besitzer-Verhältnisses (§§ 987 ff. BGB) diskutiert. 

## Grundlage des Fremdbesitzes
Grundlage des berechtigten Fremdbesitzes ist ein Vertragsverhältnis, aus dem sich ergibt, dass der eine Vertragspartner eine Sache, die dem anderen Vertragspartner gehört, für diesen besitzen darf. Zum Beispiel ist der Mieter einer Wohnung aus dem Mietvertrag berechtigt, die Wohnung zu besitzen. Beschädigt er die Sache schuldhaft, haftet der Fremdbesitzer aus vertraglicher Pflichtverletzung und aus Delikt. 

## Problemstellung des Fremdbesitzerexzesses
Das Problem des Fremdbesitzerexzesses ergibt sich, wenn der Fremdbesitzer in Wirklichkeit kein Recht zum Besitz der Sache hat, das aber nicht weiß, zum Beispiel weil das zugrundeliegende Vertragsverhältnis aus irgendeinem Grund, der den Beteiligten unbekannt ist, unwirksam ist und der Fremdbesitzer dann die Sache beschädigt. Wegen seiner Unkenntnis über die Unwirksamkeit des Besitzrechtes bezeichnet man den Fremdbesitzer in so einem Fall als gutgläubigen, aber nicht berechtigten Fremdbesitzer. 
Das Bürgerliche Gesetzbuch stellt aber nur für den Fall des bösgläubigen Fremdbesitzers, also eines nicht berechtigten Fremdbesitzers, der weiß, dass er kein Recht zum Besitz hat, Haftungsregelungen auf. Der bösgläubige oder verklagte Fremdbesitzer ist zum Schadensersatz aus § 989, § 990 BGB oder aus § 823 Abs. 1 oder Abs. 2 BGB verpflichtet. 
Das führt zu der paradoxen Situation, dass der gutgläubige nicht berechtigte Fremdbesitzer neben dem bösgläubigen auch gegenüber dem berechtigten Fremdbesitzer privilegiert ist. 
Weil das Vertragsverhältnis unwirksam ist, haftet er grundsätzlich nicht aufgrund des Vertrages. Weil die Haftungsregelungen des Eigentümer-Besitzer-Verhältnisses nur den bösgläubigen und verklagten Fremdbesitzer treffen und zudem nach § 993 Abs. 1 letzter Halbsatz BGB abschließend sind, haftet er weder aus dem Eigentümer-Besitzer-Verhältnis noch aus Delikt. Das führt zu einem Ergebnis, das so nicht gewollt sein kann, schließlich geht auch der gutgläubige Fremdbesitzer davon aus, dass ihm die Sache nicht gehört und er sie später an den Eigentümer zurückgeben muss.

## Lösungsansätze zum Problemauflösung
Nach herrschender Meinung ist der § 993 Abs. 1 letzter Halbsatz BGB deshalb im Wege der teleologischen Reduktion in seinem Zweckgehalt normativ einzuschränken.  
Demnach muss im Falle eines Fremdbesitzerexzesses dann eine Ausnahme gemacht werden, wenn der Fremdbesitzer, wäre er rechtmäßiger Besitzer, für die Eigentumsverletzung einstehen müsste. Als Konsequenz werden die §§ 823 ff. BGB trotz des Ausschlusses in § 993 Abs. 1 BGB angewendet, so dass der gutgläubige nicht berechtigte Fremdbesitzer dem Eigentümer nach den Regeln des Deliktsrechts haftet.  
Einer anderen Ansicht nach ist § 991 Abs. 2 entsprechend anzuwenden.  
Die herrschende Meinung weist das unter Verweis auf die Konzeption der Vorschrift als Regelung eines Dreipersonenverhältnisses zurück. 